# Circoscrizione Italia nord-occidentale
La circoscrizione Italia nord-occidentale è una circoscrizione elettorale per l'elezione dei membri del Parlamento europeo spettanti all'Italia.

## Storia
La circoscrizione venne creata dalla legge 24 gennaio 1979 n. 18., reca il numero I e la scheda di voto è grigia.

## Territorio
La circoscrizione comprende, fin dalla sua istituzione, l'intero territorio delle seguenti regioni: Piemonte, Valle d'Aosta, Liguria e Lombardia.

## Risultati

### I legislatura
| Partito                            | Partito                                      | Risultati 10 giugno 1979 | Risultati 10 giugno 1979 | Risultati 10 giugno 1979 | Seggi | Seggi |
| Partito                            | Partito                                      | Voti                     | %                        | ±                        | Num   | ±     |
| ---------------------------------- | -------------------------------------------- | ------------------------ | ------------------------ | ------------------------ | ----- | ----- |
|                                    | Democrazia Cristiana                         | 3 423 574                | 34,35                    | n.d.                     | 8     | n.d.  |
|                                    | Partito Comunista Italiano                   | 2 856 313                | 28,66                    | n.d.                     | 7     | n.d.  |
|                                    | Partito Socialista Italiano                  | 1 240 108                | 12,44                    | n.d.                     | 3     | n.d.  |
|                                    | Partito Liberale Italiano                    | 625 173                  | 6,27                     | n.d.                     | 2     | n.d.  |
|                                    | Partito Socialista Democratico Italiano      | 468 155                  | 4,70                     | n.d.                     | 1     | n.d.  |
|                                    | Partito Radicale                             | 410 716                  | 4,12                     | n.d.                     | 1     | n.d.  |
|                                    | Movimento Sociale Italiano                   | 333 559                  | 3,35                     | n.d.                     | 1     | n.d.  |
|                                    | Partito Repubblicano Italiano                | 297 865                  | 2,99                     | n.d.                     | 1     | n.d.  |
|                                    | Partito di Unità Proletaria per il Comunismo | 111 073                  | 1,11                     | n.d.                     | 0     | n.d.  |
|                                    | Democrazia Proletaria                        | 91 576                   | 0,92                     | n.d.                     | 1     | n.d.  |
|                                    | Union Valdôtaine                             | 79 595                   | 0,80                     | n.d.                     | 0     | n.d.  |
|                                    | Democrazia Nazionale - Costituente di Destra | 30 160                   | 0,30                     | n.d.                     | 0     | n.d.  |
|                                    |                                              |                          |                          |                          |       |       |
| Iscritti                           | Iscritti                                     | 11 627 452               | 100,00                   |                          |       |       |
| ↳ Votanti (% su iscritti)          | ↳ Votanti (% su iscritti)                    | 10 318 960               | 88,75                    | n.d.                     |       |       |
| ↳ Voti validi (% su votanti)       | ↳ Voti validi (% su votanti)                 | 9 967 867                | 96,60                    |                          |       |       |
| ↳ Schede non valide (% su votanti) | ↳ Schede non valide (% su votanti)           | 351 093                  | 3,40                     |                          |       |       |
| ↳ Astenuti (% su iscritti)         | ↳ Astenuti (% su iscritti)                   | 1 308 492                | 11,25                    |                          |       |       |

| Eletti | Eletti                             |  | Eletti             | Eletti |
| ------ | ---------------------------------- |  | ------------------ | ------ |
|        | Benigno Zaccagnini                 |  | Tullia Romagnoli   |        |
|        | Alfredo Diana                      |  | Vera Squarcialupi  |        |
|        | Angelo Narducci                    |  | Bettino Craxi      |        |
|        | Maria Luisa Cassanmagnago Cerretti |  | Jiří Pelikán       |        |
|        | Mario Pedini                       |  | Mario Didò         |        |
|        | Silvio Lega                        |  | Sergio Pininfarina |        |
|        | Luigi Macario                      |  | Vincenzo Bettiza   |        |
|        | Giovanni Giavazzi                  |  | Mauro Ferri        |        |
|        | Gian Carlo Pajetta                 |  | Marco Pannella     |        |
|        | Angelo Carossino                   |  | Giorgio Almirante  |        |
|        | Altiero Spinelli                   |  | Susanna Agnelli    |        |
|        | Bruno Ferrero                      |  | Mario Capanna      |        |
|        | Sergio Camillo Segre               |  |                    |        |

### II legislatura
| Partito                            | Partito                                 | Risultati 17 giugno 1984 | Risultati 17 giugno 1984 | Risultati 17 giugno 1984 | Seggi | Seggi   |
| Partito                            | Partito                                 | Voti                     | %                        | ±                        | Num   | ±       |
| ---------------------------------- | --------------------------------------- | ------------------------ | ------------------------ | ------------------------ | ----- | ------- |
|                                    | Democrazia Cristiana                    | 3 216 336                | 32,47                    | 1,88                     | 7     | 1       |
|                                    | Partito Comunista Italiano              | 3 142 339                | 31,73                    | 3,07                     | 7     | Stabile |
|                                    | Partito Socialista Italiano             | 1 217 774                | 12,29                    | 0,15                     | 3     | Stabile |
|                                    | PLI – PRI                               | 898 821                  | 9,07                     | 0,19                     | 2     | 1       |
|                                    | Movimento Sociale Italiano              | 451 031                  | 4,55                     | 1,20                     | 1     | Stabile |
|                                    | Partito Radicale                        | 398 053                  | 4,02                     | 0,10                     | 1     | Stabile |
|                                    | Partito Socialista Democratico Italiano | 324 948                  | 3,28                     | 1,42                     | 1     | Stabile |
|                                    | Democrazia Proletaria                   | 189 838                  | 1,92                     | 1,00                     | 1     | Stabile |
|                                    | Union Valdôtaine – P.S.d'Az.            | 35 346                   | 0,36                     | 0,46                     | 0     | Stabile |
|                                    | Liga Veneta                             | 30 275                   | 0,31                     | n.d.                     | 0     | n.d.    |
|                                    |                                         |                          |                          |                          |       |         |
| Iscritti                           | Iscritti                                | 12 070 999               | 100,00                   |                          |       |         |
| ↳ Votanti (% su iscritti)          | ↳ Votanti (% su iscritti)               | 10 437 340               | 86,47                    | 2,28                     |       |         |
| ↳ Voti validi (% su votanti)       | ↳ Voti validi (% su votanti)            | 9 904 761                | 94,90                    |                          |       |         |
| ↳ Schede non valide (% su votanti) | ↳ Schede non valide (% su votanti)      | 532 579                  | 5,10                     |                          |       |         |
| ↳ Astenuti (% su iscritti)         | ↳ Astenuti (% su iscritti)              | 1 633 659                | 13,53                    |                          |       |         |

| Eletti | Eletti                             |  | Eletti             | Eletti |
| ------ | ---------------------------------- |  | ------------------ | ------ |
|        | Roberto Formigoni                  |  | Giovanni Cervetti  |        |
|        | Oscar Luigi Scalfaro               |  | Francesca Marinaro |        |
|        | Maria Luisa Cassanmagnago Cerretti |  | Carlo Tognoli      |        |
|        | Vittorino Chiusano                 |  | Jiří Pelikán       |        |
|        | Nino Pisoni                        |  | Mario Didò         |        |
|        | Eolo Parodi                        |  | Sergio Pininfarina |        |
|        | Mauro Chiabrando                   |  | Jas Gawronski      |        |
|        | Gian Carlo Pajetta                 |  | Francesco Petronio |        |
|        | Diego Novelli                      |  | Enzo Tortora       |        |
|        | Altiero Spinelli                   |  | Pier Luigi Romita  |        |
|        | Alberto Moravia                    |  | Emilio Molinari    |        |
|        | Angelo Carossino                   |  |                    |        |

### III legislatura
| Partito                            | Partito                                 | Risultati 18 giugno 1989 | Risultati 18 giugno 1989 | Risultati 18 giugno 1989 | Seggi | Seggi   |
| Partito                            | Partito                                 | Voti                     | %                        | ±                        | Num   | ±       |
| ---------------------------------- | --------------------------------------- | ------------------------ | ------------------------ | ------------------------ | ----- | ------- |
|                                    | Democrazia Cristiana                    | 2 907 623                | 30,18                    | 2,29                     | 7     | Stabile |
|                                    | Partito Comunista Italiano              | 2 423 549                | 25,16                    | 6,57                     | 5     | 2       |
|                                    | Partito Socialista Italiano             | 1 465 601                | 15,21                    | 2,92                     | 4     | 1       |
|                                    | Lega Lombarda - Alleanza Nord           | 542 201                  | 5,63                     | n.d.                     | 2     | n.d.    |
|                                    | PLI – PRI                               | 498 324                  | 5,17                     | 3,90                     | 1     | 1       |
|                                    | Movimento Sociale Italiano              | 430 021                  | 4,46                     | n.d.                     | 1     | n.d.    |
|                                    | Federazione delle Liste Verdi           | 387                      | 4,02                     | 1,00                     | 1     | Stabile |
|                                    | Verdi Arcobaleno                        | 281 428                  | 2,92                     | n.d.                     | 1     | n.d.    |
|                                    | Partito Socialista Democratico Italiano | 228 293                  | 2,37                     | 0,91                     | 1     | Stabile |
|                                    | Partito Pensionati                      | 162 293                  | 1,68                     | n.d.                     | 0     | n.d.    |
|                                    | Democrazia Proletaria                   | 152 116                  | 1,58                     | 0,34                     | 1     | Stabile |
|                                    | Antiproibizionisti Droga                | 111 285                  | 1,16                     | 2,86                     | 1     | Stabile |
|                                    | Federalismo                             | 43 532                   | 0,45                     | n.d.                     | 0     | n.d.    |
|                                    |                                         |                          |                          |                          |       |         |
| Iscritti                           | Iscritti                                | 12 399 499               | 100,00                   |                          |       |         |
| ↳ Votanti (% su iscritti)          | ↳ Votanti (% su iscritti)               | 10 406 067               | 83,92                    | 2,55                     |       |         |
| ↳ Voti validi (% su votanti)       | ↳ Voti validi (% su votanti)            | 9 633 653                | 92,58                    |                          |       |         |
| ↳ Schede non valide (% su votanti) | ↳ Schede non valide (% su votanti)      | 772 414                  | 7,42                     |                          |       |         |
| ↳ Astenuti (% su iscritti)         | ↳ Astenuti (% su iscritti)              | 1 993 432                | 16,08                    |                          |       |         |

| Eletti | Eletti                             |  | Eletti              | Eletti |
| ------ | ---------------------------------- |  | ------------------- | ------ |
|        | Giovanni Goria                     |  | Maria Magnani Noya  |        |
|        | Roberto Formigoni                  |  | Pier Luigi Romita   |        |
|        | Mino Martinazzoli                  |  | Vincenzo Bettiza    |        |
|        | Mario Ruffini                      |  | Umberto Bossi       |        |
|        | Nino Pisoni                        |  | Luigi Moretti       |        |
|        | Maria Luisa Cassanmagnago Cerretti |  | Jas Gawronski       |        |
|        | Andrea Bonetti                     |  | Gianfranco Fini     |        |
|        | Achille Occhetto                   |  | Gianfranco Amendola |        |
|        | Gianni Cervetti                    |  | Edoardo Ronchi      |        |
|        | Maurice Duverger                   |  | Enrico Ferri        |        |
|        | Anna Catasta                       |  | Eugenio Melandri    |        |
|        | Tullio Regge                       |  | Marco Taradash      |        |
|        | Bettino Craxi                      |  |                     |        |

### IV legislatura
| Partito                            | Partito                                            | Risultati 12 giugno 1994 | Risultati 12 giugno 1994 | Risultati 12 giugno 1994 | Seggi | Seggi   |
| Partito                            | Partito                                            | Voti                     | %                        | ±                        | Num   | ±       |
| ---------------------------------- | -------------------------------------------------- | ------------------------ | ------------------------ | ------------------------ | ----- | ------- |
|                                    | Forza Italia                                       | 3 246 029                | 34,55                    | n.d.                     | 9     | n.d.    |
|                                    | Lega Nord                                          | 1 393 415                | 14,83                    | 9,20                     | 4     | 2       |
|                                    | Partito Democratico della Sinistra                 | 1 364 811                | 14,53                    | n.d.                     | 3     | n.d.    |
|                                    | Partito Popolare Italiano                          | 870 597                  | 9,27                     | n.d.                     | 2     | n.d.    |
|                                    | Alleanza Nazionale                                 | 645 534                  | 6,87                     | n.d.                     | 2     | n.d.    |
|                                    | Rifondazione Comunista                             | 549 234                  | 5,85                     | n.d.                     | 2     | n.d.    |
|                                    | Federazione dei Verdi                              | 318 211                  | 3,39                     | n.d.                     | 1     | n.d.    |
|                                    | Patto Segni                                        | 275 040                  | 2,93                     | n.d.                     | 1     | n.d.    |
|                                    | Pannella-Riformatori                               | 260 303                  | 2,77                     | 1,61                     | 1     | Stabile |
|                                    | Partito Socialista Italiano – Alleanza Democratica | 126 293                  | 1,34                     | 13,87                    | 0     | 4       |
|                                    | Altri                                              | 345 876                  | 3,68                     | n.d.                     | 0     | n.d.    |
|                                    |                                                    |                          |                          |                          |       |         |
| Iscritti                           | Iscritti                                           | 12 746 127               | 100,00                   |                          |       |         |
| ↳ Votanti (% su iscritti)          | ↳ Votanti (% su iscritti)                          | 9 990 019                | 78,38                    | 5,54                     |       |         |
| ↳ Voti validi (% su votanti)       | ↳ Voti validi (% su votanti)                       | 9 395 343                | 94,05                    |                          |       |         |
| ↳ Schede non valide (% su votanti) | ↳ Schede non valide (% su votanti)                 | 594 676                  | 5,95                     |                          |       |         |
| ↳ Astenuti (% su iscritti)         | ↳ Astenuti (% su iscritti)                         | 2 756 108                | 21,62                    |                          |       |         |

| Eletti | Eletti               |  | Eletti                    | Eletti |
| ------ | -------------------- |  | ------------------------- | ------ |
|        | Silvio Berlusconi    |  | Achille Occhetto          |        |
|        | Gian Piero Boniperti |  | Fiorella Ghilardotti      |        |
|        | Guido Podestà        |  | Roberto Speciale          |        |
|        | Alessandro Fontana   |  | Maria Paola Colombo Svevo |        |
|        | Eolo Parodi          |  | Carlo Secchi              |        |
|        | Luigi Florio         |  | Gianfranco Fini           |        |
|        | Ombretta Colli       |  | Cristiana Muscardini      |        |
|        | Aldo Arroni          |  | Fausto Bertinotti         |        |
|        | Franco Malerba       |  | Luigi Vinci               |        |
|        | Umberto Bossi        |  | Carlo Ripa di Meana       |        |
|        | Marco Formentini     |  | Mariotto Segni            |        |
|        | Giuseppe Farassino   |  | Marco Pannella            |        |
|        | Raimondo Fassa       |  |                           |        |

### V legislatura
| Partito                            | Partito                            | Risultati 13 giugno 1999 | Risultati 13 giugno 1999 | Risultati 13 giugno 1999 | Seggi | Seggi   |
| Partito                            | Partito                            | Voti                     | %                        | ±                        | Num   | ±       |
| ---------------------------------- | ---------------------------------- | ------------------------ | ------------------------ | ------------------------ | ----- | ------- |
|                                    | Forza Italia                       | 2 574 092                | 29,54                    | 5,01                     | 7     | 2       |
|                                    | Democratici di Sinistra            | 1 221 331                | 14,02                    | 0,51                     | 3     | Stabile |
|                                    | Lista Emma Bonino                  | 1 042 515                | 11,97                    | 9,20                     | 3     | 2       |
|                                    | Lega Nord                          | 916 886                  | 10,52                    | 4,31                     | 3     | 1       |
|                                    | I Democratici                      | 632 014                  | 7,25                     | n.d.                     | 2     | n.d.    |
|                                    | Alleanza Nazionale - Patto Segni   | 581 352                  | 6,67                     | 3,13                     | 2     | [ 3 ]   |
|                                    | Rifondazione Comunista             | 375 881                  | 4,31                     | 1,54                     | 1     | 1       |
|                                    | Partito Popolare Italiano          | 215 637                  | 2,47                     | 6,80                     | 1     | 1       |
|                                    | Cristiani Democratici Uniti        | 192 294                  | 2,21                     | n.d.                     | 1     | n.d.    |
|                                    | Partito dei Comunisti Italiani     | 187 858                  | 2,16                     | n.d.                     | 1     | n.d.    |
|                                    | Federazione dei Verdi              | 159 568                  | 1,83                     | 1,56                     | 1     | Stabile |
|                                    | Partito Pensionati                 | 97 073                   | 1,11                     | n.d.                     | 1     | n.d.    |
|                                    | Altri                              | 516 355                  | 5,93                     | n.d.                     | 0     | n.d.    |
|                                    |                                    |                          |                          |                          |       |         |
| Iscritti                           | Iscritti                           | 12 796 526               | 100,00                   |                          |       |         |
| ↳ Votanti (% su iscritti)          | ↳ Votanti (% su iscritti)          | 9 474 034                | 74,04                    | 4,34                     |       |         |
| ↳ Voti validi (% su votanti)       | ↳ Voti validi (% su votanti)       | 8 712 856                | 91,97                    |                          |       |         |
| ↳ Schede non valide (% su votanti) | ↳ Schede non valide (% su votanti) | 761 178                  | 8,03                     |                          |       |         |
| ↳ Astenuti (% su iscritti)         | ↳ Astenuti (% su iscritti)         | 3 322 492                | 25,96                    |                          |       |         |

| Eletti | Eletti               |  | Eletti            | Eletti |
| ------ | -------------------- |  | ----------------- | ------ |
|        | Silvio Berlusconi    |  | Umberto Bossi     |        |
|        | Raffaele Costa       |  | Marco Formentini  |        |
|        | Mario Mauro          |  | Francesco Speroni |        |
|        | Marcello Dell'Utri   |  | Antonio Di Pietro |        |
|        | Guido Podestà        |  | Massimo Cacciari  |        |
|        | Mario Mantovani      |  | Gianfranco Fini   |        |
|        | Francesco Fiori      |  | Mariotto Segni    |        |
|        | Bruno Trentin        |  | Fausto Bertinotti |        |
|        | Gianni Vattimo       |  | Guido Bodrato     |        |
|        | Fiorella Ghilardotti |  | Rocco Buttiglione |        |
|        | Emma Bonino          |  | Armando Cossutta  |        |
|        | Marco Pannella       |  | Giorgio Celli     |        |
|        | Olivier Dupuis       |  | Carlo Fatuzzo     |        |

### VI legislatura
| Partito                            | Partito                            | Risultati 12 giugno 2004 | Risultati 12 giugno 2004 | Risultati 12 giugno 2004 | Seggi | Seggi   |
| Partito                            | Partito                            | Voti                     | %                        | ±                        | Num   | ±       |
| ---------------------------------- | ---------------------------------- | ------------------------ | ------------------------ | ------------------------ | ----- | ------- |
|                                    | Uniti nell'Ulivo                   | 2 521 411                | 28,27                    | n.d.                     | 6     | n.d.    |
|                                    | Forza Italia                       | 2 167 169                | 24,29                    | 5,25                     | 5     | 2       |
|                                    | Lega Nord                          | 995 057                  | 11,15                    | 0,63                     | 3     | Stabile |
|                                    | Alleanza Nazionale                 | 697 932                  | 7,82                     | 1,15                     | 2     | Stabile |
|                                    | Rifondazione Comunista             | 529 564                  | 5,94                     | 1,63                     | 1     | Stabile |
|                                    | Unione di Centro                   | 358 066                  | 4,01                     | n.d.                     | 1     | n.d.    |
|                                    | Lista Emma Bonino                  | 251 650                  | 2,82                     | 9,15                     | 1     | 2       |
|                                    | Federazione dei Verdi              | 202 455                  | 2,27                     | 0,71                     | 1     | Stabile |
|                                    | Partito dei Comunisti Italiani     | 197 351                  | 2,21                     | 0,05                     | 1     | Stabile |
|                                    | Di Pietro-Occhetto                 | 171 329                  | 1,92                     | n.d.                     | 1     | n.d.    |
|                                    | Partito Pensionati                 | 157 376                  | 1,76                     | 0,65                     | 1     | Stabile |
|                                    | Altri                              | 671 008                  | 7,52                     | n.d.                     | 0     | n.d.    |
|                                    |                                    |                          |                          |                          |       |         |
| Iscritti                           | Iscritti                           | 12 797 155               | 100,00                   |                          |       |         |
| ↳ Votanti (% su iscritti)          | ↳ Votanti (% su iscritti)          | 9 600 091                | 75,02                    | 0,98                     |       |         |
| ↳ Voti validi (% su votanti)       | ↳ Voti validi (% su votanti)       | 8 920 368                | 92,92                    |                          |       |         |
| ↳ Schede non valide (% su votanti) | ↳ Schede non valide (% su votanti) | 679 723                  | 7,08                     |                          |       |         |
| ↳ Astenuti (% su iscritti)         | ↳ Astenuti (% su iscritti)         | 3 197 064                | 24,98                    |                          |       |         |

| Eletti | Eletti             |  | Eletti                  | Eletti |
| ------ | ------------------ |  | ----------------------- | ------ |
|        | Pier Luigi Bersani |  | Mario Borghezio         |        |
|        | Michele Santoro    |  | Francesco Speroni       |        |
|        | Marta Vincenzi     |  | Gianfranco Fini         |        |
|        | Patrizia Toia      |  | Romano La Russa         |        |
|        | Mercedes Bresso    |  | Fausto Bertinotti       |        |
|        | Antonio Panzeri    |  | Marco Follini           |        |
|        | Silvio Berlusconi  |  | Emma Bonino             |        |
|        | Gabriele Albertini |  | Alfonso Pecoraro Scanio |        |
|        | Mario Mauro        |  | Marco Rizzo             |        |
|        | Guido Podestà      |  | Antonio Di Pietro       |        |
|        | Mario Mantovani    |  | Carlo Fatuzzo           |        |
|        | Umberto Bossi      |  |                         |        |

### VII legislatura
| Partito                            | Partito                            | Risultati 7 giugno 2009 | Risultati 7 giugno 2009 | Risultati 7 giugno 2009 | Seggi | Seggi   |
| Partito                            | Partito                            | Voti                    | %                       | ±                       | Num   | ±       |
| ---------------------------------- | ---------------------------------- | ----------------------- | ----------------------- | ----------------------- | ----- | ------- |
|                                    | Il Popolo della Libertà            | 2 902 213               | 33,39                   | n.d.                    | 8     | n.d.    |
|                                    | Partito Democratico                | 2 002 790               | 23,04                   | n.d.                    | 5     | n.d.    |
|                                    | Lega Nord                          | 1 684 842               | 19,38                   | 8,23                    | 5     | 2       |
|                                    | Italia dei Valori                  | 636 296                 | 7,32                    | 5,40                    | 2     | 1       |
|                                    | Unione di Centro                   | 460 487                 | 5,30                    | 1,29                    | 1     | Stabile |
|                                    | Rifondazione Comunista             | 261 271                 | 3,01                    | 2,93                    | 0     | 1       |
|                                    | Lista Emma Bonino                  | 251 479                 | 2,89                    | 0,07                    | 0     | 1       |
|                                    | Sinistra e Libertà                 | 182 951                 | 2,10                    | n.d.                    | 0     | n.d.    |
|                                    | Altri                              | 310 188                 | 3,57                    | n.d.                    | 0     | n.d.    |
|                                    |                                    |                         |                         |                         |       |         |
| Iscritti                           | Iscritti                           | 12 823 169              | 100,00                  |                         |       |         |
| ↳ Votanti (% su iscritti)          | ↳ Votanti (% su iscritti)          | 9 117 216               | 71,10                   | 3,92                    |       |         |
| ↳ Voti validi (% su votanti)       | ↳ Voti validi (% su votanti)       | 8 692 517               | 95,34                   |                         |       |         |
| ↳ Schede non valide (% su votanti) | ↳ Schede non valide (% su votanti) | 424 699                 | 4,66                    |                         |       |         |
| ↳ Astenuti (% su iscritti)         | ↳ Astenuti (% su iscritti)         | 3 705 953               | 28,90                   |                         |       |         |

| Eletti | Eletti             |  | Eletti             | Eletti |
| ------ | ------------------ |  | ------------------ | ------ |
|        | Silvio Berlusconi  |  | Gianluca Susta     |        |
|        | Ignazio La Russa   |  | Francesca Balzani  |        |
|        | Mario Mauro        |  | Umberto Bossi      |        |
|        | Gabriele Albertini |  | Matteo Salvini     |        |
|        | Lara Comi          |  | Mario Borghezio    |        |
|        | Vito Bonsignore    |  | Fiorello Provera   |        |
|        | Licia Ronzulli     |  | Francesco Speroni  |        |
|        | Carlo Fidanza      |  | Luigi De Magistris |        |
|        | Sergio Cofferati   |  | Antonio Di Pietro  |        |
|        | Patrizia Toia      |  | Magdi Allam        |        |
|        | Antonio Panzeri    |  |                    |        |

### VIII legislatura
| Partito                            | Partito                            | Risultati 25 maggio 2014 | Risultati 25 maggio 2014 | Risultati 25 maggio 2014 | Seggi | Seggi |
| Partito                            | Partito                            | Voti                     | %                        | ±                        | Num   | ±     |
| ---------------------------------- | ---------------------------------- | ------------------------ | ------------------------ | ------------------------ | ----- | ----- |
|                                    | Partito Democratico                | 3 240 825                | 40,62                    | 17,58                    | 9     | 4     |
|                                    | Movimento 5 Stelle                 | 1 470 247                | 18,43                    | n.d.                     | 4     | n.d.  |
|                                    | Forza Italia                       | 1 294 490                | 16,23                    | n.d.                     | 3     | n.d.  |
|                                    | Lega Nord                          | 933 644                  | 11,70                    | 7,68                     | 2     | 3     |
|                                    | L'Altra Europa con Tsipras         | 305 078                  | 3,82                     | n.d.                     | 1     | n.d.  |
|                                    | Nuovo Centrodestra                 | 276 748                  | 3,47                     | n.d.                     | 1     | n.d.  |
|                                    | Fratelli d'Italia                  | 254 864                  | 3,19                     | n.d.                     | 0     | n.d.  |
|                                    | Verdi Europei - Green Italia       | 81 781                   | 1,03                     | n.d.                     | 0     | n.d.  |
|                                    | Scelta Europea                     | 53 447                   | 0,67                     | n.d.                     | 0     | n.d.  |
|                                    | Italia dei Valori                  | 52 061                   | 0,65                     | 6,67                     | 0     | 2     |
|                                    | Io Cambio                          | 14 889                   | 0,19                     | n.d.                     | 0     | n.d.  |
|                                    |                                    |                          |                          |                          |       |       |
| Iscritti                           | Iscritti                           | 12 851 872               | 100,00                   |                          |       |       |
| ↳ Votanti (% su iscritti)          | ↳ Votanti (% su iscritti)          | 8 389 127                | 65,28                    | 5,82                     |       |       |
| ↳ Voti validi (% su votanti)       | ↳ Voti validi (% su votanti)       | 7 978 074                | 95,10                    |                          |       |       |
| ↳ Schede non valide (% su votanti) | ↳ Schede non valide (% su votanti) | 411 053                  | 4,90                     |                          |       |       |
| ↳ Astenuti (% su iscritti)         | ↳ Astenuti (% su iscritti)         | 4 462 745                | 34,72                    |                          |       |       |

| Eletti | Eletti            |
| ------ | ----------------- |
|        | Alessia Mosca     |
|        | Sergio Cofferati  |
|        | Mercedes Bresso   |
|        | Patrizia Toia     |
|        | Antonio Panzeri   |
|        | Renata Briano     |
|        | Luigi Morgano     |
|        | Brando Benifei    |
|        | Daniele Viotti    |
|        | Tiziana Beghin    |
|        | Marco Valli       |
|        | Eleonora Evi      |
|        | Marco Zanni       |
|        | Giovanni Toti     |
|        | Lara Comi         |
|        | Alberto Cirio     |
|        | Matteo Salvini    |
|        | Gianluca Buonanno |
|        | Moni Ovadia       |
|        | Maurizio Lupi     |

### IX legislatura
| Partito                            | Partito                                         | Risultati 26 maggio 2019 | Risultati 26 maggio 2019 | Risultati 26 maggio 2019 | Seggi | Seggi |
| Partito                            | Partito                                         | Voti                     | %                        | ±                        | Num   | ±     |
| ---------------------------------- | ----------------------------------------------- | ------------------------ | ------------------------ | ------------------------ | ----- | ----- |
|                                    | Lega                                            | 3 190 306                | 40,70                    | 28,98                    | 9     | 7     |
|                                    | Partito Democratico                             | 1 838 355                | 23,45                    | 17,17                    | 5     | 4     |
|                                    | Movimento 5 Stelle                              | 871 370                  | 11,12                    | 7,31                     | 2     | 2     |
|                                    | Forza Italia                                    | 689 433                  | 8,80                     | 7,43                     | 2     | 1     |
|                                    | Fratelli d'Italia                               | 443 136                  | 5,65                     | 2,45                     | 2     | 2     |
|                                    | +Europa                                         | 246 824                  | 3,15                     | n.d.                     | 0     | n.d.  |
|                                    | Europa Verde                                    | 190 778                  | 2,43                     | n.d.                     | 0     | n.d.  |
|                                    | La Sinistra                                     | 115 445                  | 1,47                     | n.d.                     | 0     | n.d.  |
|                                    | Partito Comunista                               | 64 138                   | 0,82                     | n.d.                     | 0     | n.d.  |
|                                    | Partito Animalista Italiano                     | 51 162                   | 0,65                     | n.d.                     | 0     | n.d.  |
|                                    | Il Popolo della Famiglia – Alternativa Popolare | 35 521                   | 0,45                     | n.d.                     | 0     | n.d.  |
|                                    | Popolari per l'Italia                           | 25 856                   | 0,33                     | n.d.                     | 0     | n.d.  |
|                                    | CasaPound                                       | 25 594                   | 0,33                     | n.d.                     | 0     | n.d.  |
|                                    | Partito Pirata                                  | 19 876                   | 0,25                     | n.d.                     | 0     | n.d.  |
|                                    | Autonomie per l'Europa                          | 17 629                   | 0,22                     | n.d.                     | 0     | n.d.  |
|                                    | Forza Nuova                                     | 13 314                   | 0,17                     | n.d.                     | 0     | n.d.  |
|                                    |                                                 |                          |                          |                          |       |       |
| Iscritti                           | Iscritti                                        | 12 684 095               | 100,00                   |                          |       |       |
| ↳ Votanti (% su iscritti)          | ↳ Votanti (% su iscritti)                       | 8 113 686                | 63,97                    | 1,31                     |       |       |
| ↳ Voti validi (% su votanti)       | ↳ Voti validi (% su votanti)                    | 7 838 737                | 96,61                    |                          |       |       |
| ↳ Schede non valide (% su votanti) | ↳ Schede non valide (% su votanti)              | 274 949                  | 3,39                     |                          |       |       |
| ↳ Astenuti (% su iscritti)         | ↳ Astenuti (% su iscritti)                      | 4 570 409                | 36,03                    |                          |       |       |

| Eletti | Eletti                 |
| ------ | ---------------------- |
|        | Matteo Salvini         |
|        | Angelo Ciocca          |
|        | Silvia Sardone         |
|        | Isabella Tovaglieri    |
|        | Oscar Lancini          |
|        | Gianna Gancia          |
|        | Stefania Zambelli      |
|        | Alessandro Panza       |
|        | Marco Zanni            |
|        | Giuliano Pisapia       |
|        | Irene Tinagli          |
|        | Pierfrancesco Majorino |
|        | Patrizia Toia          |
|        | Brando Benifei         |
|        | Eleonora Evi           |
|        | Tiziana Beghin         |
|        | Silvio Berlusconi      |
|        | Massimiliano Salini    |
|        | Giorgia Meloni         |
|        | Carlo Fidanza          |

### X legislatura
| Partito                            | Partito                            | Risultati 8-9 giugno 2024 | Risultati 8-9 giugno 2024 | Risultati 8-9 giugno 2024 | Seggi | Seggi   |
| Partito                            | Partito                            | Voti                      | %                         | ±                         | Num   | ±       |
| ---------------------------------- | ---------------------------------- | ------------------------- | ------------------------- | ------------------------- | ----- | ------- |
|                                    | Fratelli d'Italia                  | 2 086 559                 | 30,84                     | 25,19                     | 7     | 5       |
|                                    | Partito Democratico                | 1 561 797                 | 23,08                     | 0,37                      | 5     | Stabile |
|                                    | Lega                               | 802 884                   | 11,87                     | 28,86                     | 3     | 6       |
|                                    | Forza Italia                       | 634 028                   | 9,37                      | 0,57                      | 2     | Stabile |
|                                    | Alleanza Verdi e Sinistra          | 484 001                   | 7,15                      | n.d.                      | 2     | n.d.    |
|                                    | Movimento 5 Stelle                 | 455 251                   | 6,73                      | 4,39                      | 1     | 1       |
|                                    | Azione                             | 256 269                   | 3,79                      | n.d.                      | 0     | n.d.    |
|                                    | Stati Uniti d'Europa               | 256 083                   | 3,78                      | n.d.                      | 0     | n.d.    |
|                                    | Pace Terra Dignità                 | 140 701                   | 2,08                      | n.d.                      | 0     | n.d.    |
|                                    | Libertà                            | 50 627                    | 0,75                      | n.d.                      | 0     | n.d.    |
|                                    | Alternativa Popolare               | 23 666                    | 0,35                      | n.d.                      | 0     | n.d.    |
|                                    | Rassemblement Valdôtain            | 14 457                    | 0,21                      | n.d.                      | 0     | n.d.    |
|                                    |                                    |                           |                           |                           |       |         |
| Iscritti                           | Iscritti                           | 13 133 282                | 100,00                    |                           |       |         |
| ↳ Votanti (% su iscritti)          | ↳ Votanti (% su iscritti)          | 7 130 054                 | 54,29                     | 9,68                      |       |         |
| ↳ Voti validi (% su votanti)       | ↳ Voti validi (% su votanti)       | 6 766 323                 | 94,90                     |                           |       |         |
| ↳ Schede non valide (% su votanti) | ↳ Schede non valide (% su votanti) | 363 731                   | 5,10                      |                           |       |         |
| ↳ Astenuti (% su iscritti)         | ↳ Astenuti (% su iscritti)         | 6 003 228                 | 45,71                     |                           |       |         |

| Eletti | Eletti                |
| ------ | --------------------- |
|        | Giorgia Meloni        |
|        | Carlo Fidanza         |
|        | Mario Mantovani       |
|        | Giovanni Crosetto     |
|        | Lara Magoni           |
|        | Pietro Fiocchi        |
|        | Mariateresa Vivaldini |
|        | Cecilia Strada        |
|        | Giorgio Gori          |
|        | Alessandro Zan        |
|        | Irene Tinagli         |
|        | Brando Benifei        |
|        | Roberto Vannacci      |
|        | Silvia Sardone        |
|        | Isabella Tovaglieri   |
|        | Antonio Tajani        |
|        | Letizia Moratti       |
|        | Ilaria Salis          |
|        | Mimmo Lucano          |
|        | Gaetano Pedullà       |